# Harmsdorf (Holstein-de-l'Est)
Pour les articles homonymes, voir Harmsdorf.
Harmsdorf est une commune de l'est du Schleswig-Holstein en Allemagne septentrionale (arrondissement du Holstein-de-l'Est). Elle avait une population de 724 habitants au 31 décembre 2008. Elle est surtout connue pour son château de Güldenstein, appartenant aux descendants de la Maison d'Oldenbourg.
Elle fait partie de la communauté de communes de Lensahn (Amt Lensahn).

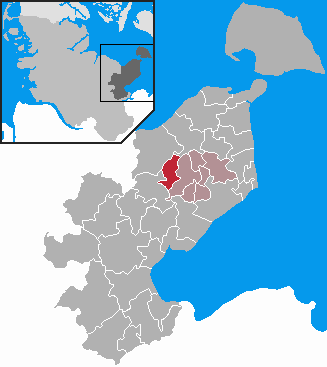
Situation de la commune de Harmsdorf dans l'arrondissement du Holstein-de-l'Est